# Hero e Leandro

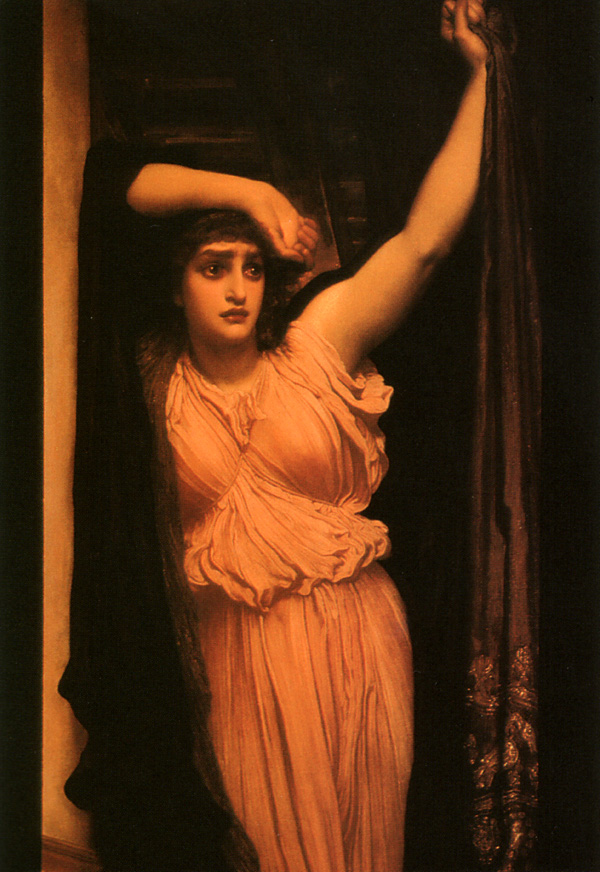
The Last Watch of Hero, pintura de Frederic Leighton, representando a espera ansiosa de Hero por Leandro durante a tempestade

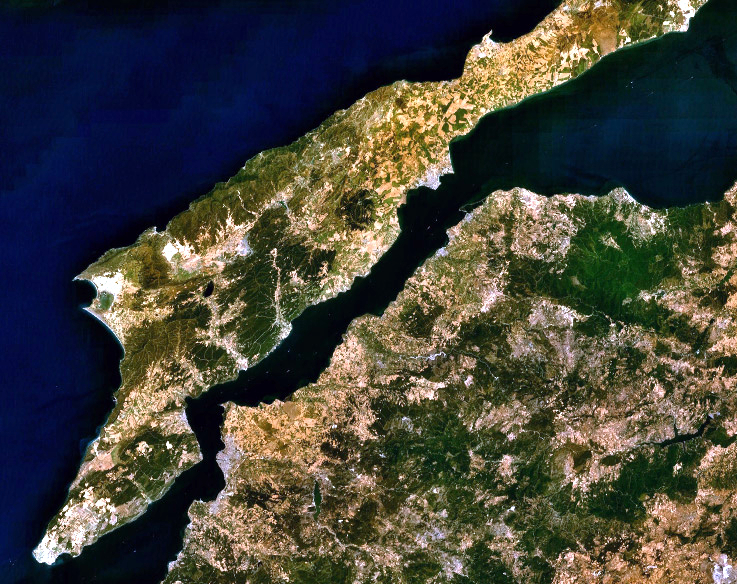
Dardanelos, antigamente Helesponto, é um estreito no noroeste da Turquia ligando o mar Egeu ao mar de Mármara

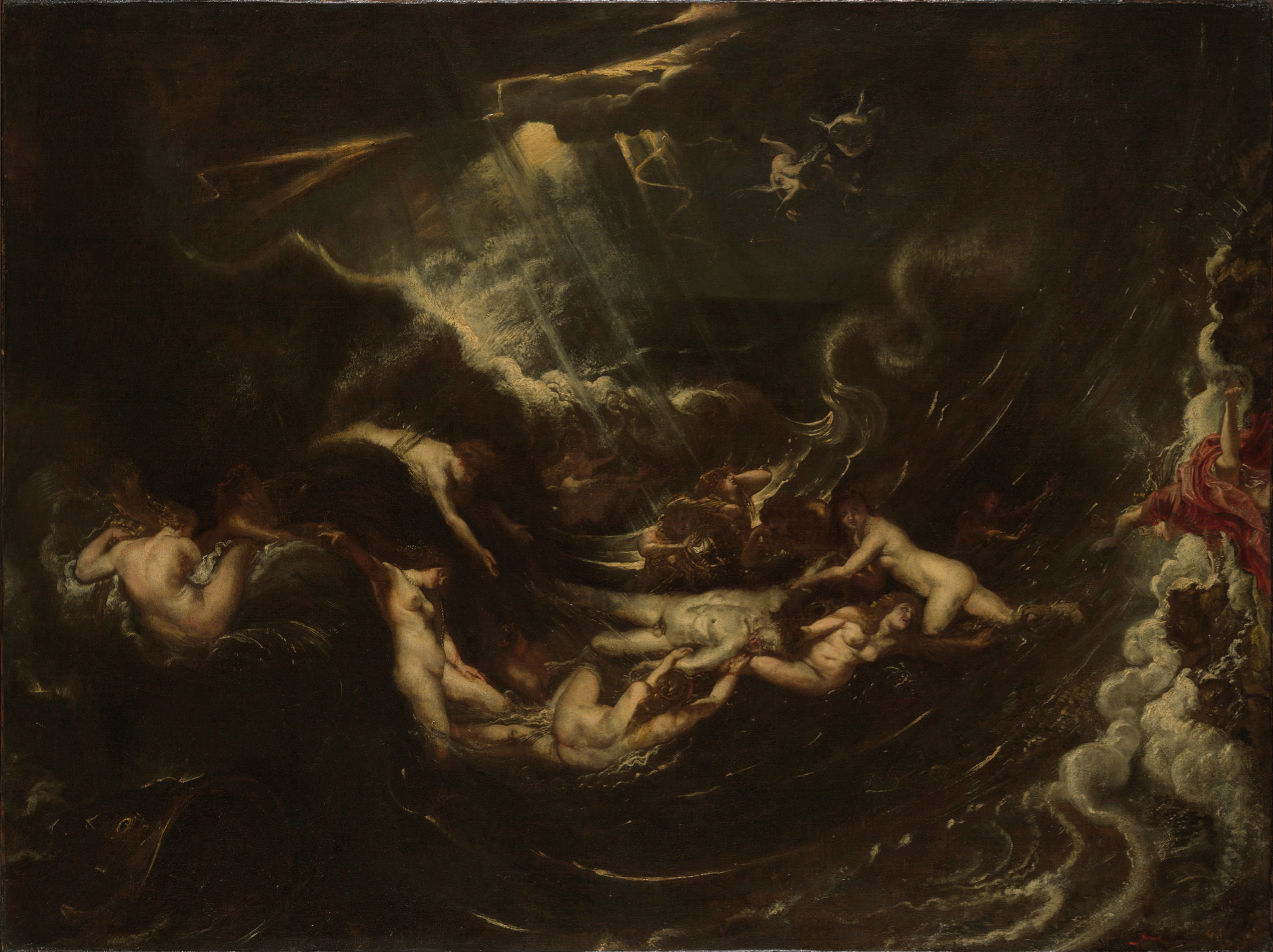
Hero e Leandro, pintura de Rubens

Hero e Leandro é um mito grego antigo que relata a história de Hero (em grego clássico: Ἡρώ; romaniz.: Hērṓ), uma jovem sacerdotisa de Afrodite (Vênus, na mitologia Romana) que vivia numa torre da cidade de Sesto, na margem do estreito de Helesponto (o atual estreito de Dardanelos, na Turquia), e de Leandro (em grego clássico: Λέανδρος; romaniz.: Léandros), um jovem da cidade de Abidos, localizada na margem do outro lado do estreito.
Leandro se apaixonou por Hero, e todas as noites o jovem nadava atravessando o estreito de para encontrar-se com a amada, sendo guiado pela tocha que ela acendia no alto da torre onde habitava. 
Sucumbindo as palavras gentis e argumentos de Leandro, de que não faria sentido Afrodite, Deusa do amor e do sexo, atender as orações de uma virgem, Hero permitiu se entregar a Leandro - não mais o recusando. E assim ficaram por um quente verão.
Entretanto, em uma noite de inverno, durante uma de suas travessias a nado, uma tempestade apagou a chama da torre que guiava Leandro, que o impossibilitou de encontrar seu caminho, perdendo-se e indo em direção ao mar, até se afogar. 
Na manhã seguinte, quando Hero avistou, da alta torre, o corpo do amado trazido pelas ondas, precipitou-se no mar para a ele se juntar, na morte.

## Citações
- O mito de Hero e Leandro é citado por José de Alencar, maior nome do Romantismo brasileiro, no livro Cinco Minutos: "Tive um momento a ideia de atirar-me à água, e procurar vencer a nado a distância que me separava dela; mas era noite, não tinha a luz de Hero para guiar-me, e me perderia nesse novo Helesponto". [1]

1. ↑  ALENCAR, José de (1856). Cinco Minutos. Rio de Janeiro: Diário do Rio